# Biblioteca Pública de Castropol
La Biblioteca Pública de Castropol es una biblioteca municipal española ubicada en la villa asturiana de Castropol. Es la continuadora, como biblioteca pública municipal, de la Biblioteca Popular Circulante de Castropol (BPCC) inaugurada el 2 de marzo de 1922 e incautada y clausurada en 1936 durante la guerra civil española. Fue un proyecto de iniciativa popular e independiente desarrollado en el medio rural que constituyó una red de una biblioteca central y catorce bibliotecas filiales autónomas. Se reabrió en 1945 como Biblioteca Municipal Menéndez Pelayo, bajo los auspicios del Centro Coordinador de Bibliotecas de Asturias. En 2021, y en conmemoración del centenario de su apertura, adoptó la denominación Biblioteca Popular Circulante Menéndez Pelayo.

## Historia

### Biblioteca Popular Circulante de Castropol
La Biblioteca Popular Circulante de Castropol (BPCC) nace en 1922, promovida por un grupo de jóvenes castropolenses que el 20 de octubre de 1921 habían publicado en la prensa local un manifiesto titulado Por nuestra cultura, en el que presentan su idea para mejorar la situación cultural de la comarca. El manifiesto, redactado con un lenguaje que lo acerca a movimientos culturales de inspiración regeneracionista, expone la penosa situación cultural, muestra escepticismo a esperar soluciones desde las instituciones y defiende la mayor eficacia de la acción particular. Los ocho firmantes puntualizan su intención de crear una biblioteca con el fin de fomentar la propagación de la cultura. Quienes firman: Miguel García Soubelet, Román Penzol Vijande, Francisco Vior Prieto, Ramón Díaz Canel, José Manuel Piñeirúa Ferrería, Laureano Acebo Fernández, Agustín García Pérez y Vicente Loriente Cancio, se conocían desde la niñez y en ese momento la mayoría eran estudiantes o licenciados universitarios.
Para regir la biblioteca se constituye un patronato en el que, además de los firmantes del manifiesto, se nombran otros tres cargos entre personas de más edad, con lo que se pretende dar una imagen de prestigio a la institución que se pretende crear. El Patronato queda formado por Máximo Cancio y Menéndez de Luarca, como presidente; Victoriano García de Paredes, vicepresidente; Ramón García González, secretario-tesorero, y los ocho firmantes del manifiesto, que asumen el cargo de vocales, siendo nombrado bibliotecario Agustín García.
Al mismo tiempo, son aprobados los estatutos por los que se ha de regir la BPCC. En sus artículos destacan los dos rasgos fundamentales del planteamiento de la biblioteca: un carácter progresista e independiente de cualquier partido político, sindicato u otro tipo de organización y en segundo lugar, que señala como beneficiario de su acción al sector de la población más abandonado por los poderes públicos: los campesinos.
La financiación de la BPCC se basó en las aportaciones de simpatizantes recogidas mediante suscripciones populares, organizadas tanto en Castropol como entre las colonias de emigrantes castropolenses en varios países de Hispanoamérica, especialmente en Cuba. Además, los miembros del patronato, así como otras personas cercanas a la biblioteca, abonaban una cuota anual. La institución recibió también alguna pequeña subvención del Ayuntamiento de Castropol y la Diputación Provincial, ayuda que fue retirada durante la dictadura del general Primo de Rivera (1923-1930).
Una de las claves de su éxito fue ofrecer libros de forma gratuita a los campesinos, sin cuotas ni carnet de socio, con el único requisito de cuidar los libros y devolverlos en un mes.

#### Sucursales
Los responsables de la BPCC ya previeron en los estatutos la creación de sucursales para facilitar el acceso a la cultura a toda la población del concejo, la cual, mayoritariamente, vivía diseminada en pequeñas aldeas y caseríos, en un amplio territorio de complicada orografía y con una deficiente red de comunicaciones. A partir de 1926, y hasta 1936, fue creada una red de catorce bibliotecas filiales, en un principio en el concejo de Castropol, pero que pronto traspasan las fronteras municipales. Estas sucursales fueron: Tol (1926), Figueras (1927), Balmonte (1928), Seares (1929), Barres (1932), San Juan de Moldes (1932), Piñera (1933), Las Campas (1934), Quinta de Paleiras, Vegadeo (1934), La Veguina, Tapia (1934), Vilavedelle (1935), Añides (1935), Vinjoy, Vegadeo (1936) y La Caridad, El Franco (1936); además de una filial de menor entidad, a la que se denominó estación, en San Cristóbal (1933). Los libros de estas sucursales se renovaban periódicamente con el objetivo de favorecer la variación. A partir de 1931 esta labor de expansión de filiales recibió un fuerte impulso del recién creado Patronato de Misiones Pedagógicas, que aportaba lotes de libros como primera dotación para las nuevas bibliotecas.
La idea inicial era ubicar las sucursales en las escuelas de los pueblos, pero ante las reticencias y obstáculos puestos por algunas autoridades municipales o educativas, se buscó otro tipo de locales. Unas veces fueron viviendas particulares, otras en algún tipo de comercio y en algunas ocasiones, se instalaron en el edificio de los sindicatos agrícolas locales.
Este conjunto de biblioteca central y sucursales constituyó la primera y más desarrollada red de bibliotecas rurales que funcionó en España antes de la guerra civil. Para coordinar la labor de la red de bibliotecas se decide la celebración de asambleas anuales, que servían para cambiar impresiones sobre su funcionamiento, unificar criterios y consensuar una estrategia común.

#### Delegados o agentes de la biblioteca
Para reforzar la labor de las sucursales se establece, en 1931, la creación de la figura del delegado o agente de la biblioteca en cada pueblo o aldea. Estas personas, vecinos que hacían su trabajo desinteresadamente, actuaban como representantes de la biblioteca. Provistos de los catálogos de la institución, se encargaban de recoger las peticiones de vecinos de los pequeños y aislados núcleos de población y servirlas a domicilio. Asimismo, eran distribuidores de guías de lectura y propagandistas de las actividades organizadas por la biblioteca.

#### Las misiones pedagógicas
Como complemento del objetivo de propagar la cultura en la comarca, el patronato de la Biblioteca Popular Circulante decide, desde 1923, la organización de actos culturales. En un principio se organizaron en la villa de Castropol, pero pronto los responsables de la biblioteca ofrecieron en pequeños pueblos y aldeas conferencias, audiciones musicales, veladas literarias, sesiones de cuentos, proyecciones de cine, exposiciones, teatro, guiñol, concursos de gaita y canción tradicional, cursillos, estudios de folklore, divulgación agropecuaria, etc. Se calcula que el número de actos culturales organizados por la Biblioteca Popular Circulante en el periodo 1922-1936 pasó de cuatrocientos. Entre las muchas actividades de extensión bibliotecaria sobresalieron dos iniciativas: Los Currillos, un teatro de guiñol de la biblioteca, sobre el que sus responsables recibieron indicaciones de Federico García Lorca, quien, junto con los componentes del grupo de teatro La Barraca, visitó la biblioteca de Castropol el 31 de agosto de 1932, y el Teatro Aldeano, compañía de aficionados que representaba obras de carácter local. Ambos proyectos fueron puestos en marcha en 1933 y su repertorio constaba de obras, principalmente en gallego-asturiano, con una mayoría de piezas escritas por los hermanos Manuel y Francisco Marinero.
Las actividades culturales organizadas por la BPCC experimentaron un notable impulso a partir de 1931 con la creación, promovida por el Gobierno de la Segunda República, del Patronato de Misiones Pedagógicas, el cual prestó un decidido apoyo a la biblioteca de Castropol, por considerar que los planteamientos de esta se ajustaban plenamente a los objetivos del Patronato. Los responsables de la BPCC sabían que Manuel Bartolomé Cossío, presidente de Misiones Pedagógicas, era su defensor más entusiasta en las reuniones del patronato. Según algún miembro de esta institución, Cossío, más de una vez, citaba a Castropol como ejemplo a imitar, con la elocuente frase «¡Quisiera mil castropoles en España!
Además de los lotes de libros que enviaba para la red de bibliotecas de la BPCC, a partir de 1932 el Patronato de Misiones Pedagógicas aporta gramófonos, lotes de discos, un proyector de cine, un considerable número de películas tanto culturales como de entretenimiento, un proyector de opacos, un amplificador, un micrófono y varios juegos de acumuladores para permitir las proyecciones de cine en pueblos que no disponían de acometida de electricidad. Con estos medios se multiplican el número de actividades, llegando a establecer un doble itinerario, con actos en dos localidades distintas a la vez. Otra muestra de la estrecha relación entre la BPCC y el Patronato de Misiones Pedagógicas fue la presencia en Castropol, a finales de noviembre de 1933, del Museo del pueblo, una muestra itinerante de reproducciones de las principales obras de la pintura española que se, acompañaba de charlas divulgativas. También, durante casi todo el mes de agosto de 1935, estuvieron en Castropol, enviados por el Patronato de Misiones, el poeta Luis Cernuda y el pintor Miguel Prieto junto con el Retablo de fantoches, la compañía de guiñol del Patronato. Con su participación se organizaron quince actos en diversos pueblos de la comarca, que consistían en lecturas de romances y de cuentos asturianos, la representación de una obra por el guiñol, proyección de una película y una charla de Cernuda sobre las Misiones Pedagógicas.

#### Publicaciones
En los primeros años, la BPCC utilizó el periódico decenal Castropol (1905-1924) para exponer sus ideas y actividades. En 1924 el patronato de la Biblioteca decide crear su propio boletín, El libro y el pueblo, que se distribuyó gratuitamente. Tuvo una periodicidad irregular y alcanzó cinco números en cuatro años. En octubre de 1929 comienza a publicarse un nuevo proyecto editorial: El Aldeano, periódico quincenal que nace con el objetivo de ser el órgano de difusión del pensamiento que caracteriza al grupo fundador de la Biblioteca y a la vez ser boletín de la institución y guía del lector. La publicación de El Aldeano finaliza en agosto de 1933, después de cinco años y noventa y tres números publicados. Posteriormente se pone en marcha otra publicación, el boletín La Biblioteca. Su primer número se publica en marzo de 1934 y el quinto y último número aparece en mayo de 1936.

#### Relaciones interbibliotecarias
Otro de los aspectos del planteamiento de los impulsores de la Biblioteca Popular Circulante fue la búsqueda, a través del intercambio de conocimientos, de cómo la expansión del movimiento bibliotecario contribuiría al desarrollo de la cultura. Con este fin la biblioteca estableció lazos con numerosas instituciones culturales españolas, europeas y americanas. La base de estas relaciones era el intercambio de libros, folletos y experiencias. A continuación se consignan algunas de las instituciones con las que la BPCC mantuvo relación. 
En América: Sala de Lectura de Dolores, Popayán, Cauca y Biblioteca de Bolívar, ambas en Colombia; Biblioteca Casa Montalvo, de Ambato, Ecuador y Biblioteca Acosta de Huaylas, Perú. También hubo intercambios con la Biblioteca Nacional de Guatemala, la Biblioteca Nacional de Colombia, la Dirección General de Enseñanza Industrial de Uruguay, el Departamento de Bibliotecas de la Secretaría de Educación de México y la Corporación Carnegie de Nueva York.
En Europa se mantuvo contacto con la Biblioteca infantil y juvenil L’Heure Joyeuse, de París, con la Embajada de Rumanía y con el Instituto de Cooperación de la Sociedad de Naciones, antecedente de la Unesco. A nivel español, mantenía estrecha relación con las Bibliotecas Populares de Ribadeo, Luarca, Navia, Ateneo de Gijón y la Biblioteca Popular Circulante de Avilés. Igualmente, era fluida la comunicación con la Dirección de Bibliotecas Populares Catalanas y la Escuela de Bibliotecarias de Barcelona.
En 1935, durante el Congreso Internacional de Bibliotecas y Bibliografía, que tuvo lugar en Madrid, Vicente Loriente Cancio, fundador y figura esencial en todas las iniciativas promovidas por la BPCC, estableció contactos para formar una Federación de Centros de Cultura Popular, cuyo núcleo inicial estaba formado por las bibliotecas de Castropol, Torrelavega, Ribadeo y la de la Universidad Popular de Cartagena. Más tarde se adhirieron la Universidad Popular segoviana, el Ateneo Popular de Burgos, la Biblioteca Popular de Luarca y la Biblioteca Cervantina de El Toboso. Esta iniciativa, que recibió el aliento y aportaciones de Juan Ramón Jiménez, fue frustrada por la sublevación militar de 1936.

#### Cierre de la Biblioteca Popular Circulante
Pocos días después del golpe militar del 18 de julio de 1936, las tropas sublevadas entran en Asturias por Vegadeo, por lo que Castropol fue una de las primeras poblaciones asturianas ocupadas. La directiva de la biblioteca, reunida con carácter de urgencia, decide cerrar la sede central y envía un comunicado a los responsables de las sucursales para que, en la medida de lo posible, escondiesen los libros para evitar su robo o destrucción.
Según Vicente Loriente Cancio, la actuación de José Alonso Yanes, el alcalde nombrado por los sublevados, fue decisiva para la conservación de la biblioteca, ya que se opuso enérgicamente a los que incitaban a los soldados a destruir los libros.

### Biblioteca Municipal Menéndez Pelayo
En los primeros años de la guerra civil, todas las bibliotecas populares de Asturias que quedaron en territorio ocupado por las tropas sublevadas fueron incautadas y sujetas a la depuración de sus fondos, para lo que se estableció la Comisión Depuradora de Bibliotecas. Esta comisión estaba presidida por el rector de la Universidad de Oviedo, quien, en septiembre de 1937, ordena al director de la biblioteca universitaria que se persone en Castropol para proceder a la depuración de la Biblioteca Popular Circulante.
En 1938, el director de la biblioteca universitaria, Ignacio Aguilera Santiago, propone a la Diputación Provincial la creación del Centro Coordinador y Orientador de Bibliotecas, con la función de reabrir, bajo el control ideológico del régimen franquista, las bibliotecas populares clausuradas. El centro se crea en 1939 y Aguilera es nombrado director del mismo en 1940.
Uno de los primeros objetivos que se marca Aguilera es la reapertura de la biblioteca de Castropol, para lo que cuenta con la colaboración de Vicente Loriente Cancio. Con ese fin, el Ayuntamiento de Castropol alquila un edificio, que se adecúa según el diseño conjunto de Aguilera y Loriente y es dotado de mobiliario y de nuevos fondos bibliográficos. La nueva biblioteca, ahora municipal y bajo el control del Centro Coordinador, abre sus puertas en 1945 con el nombre, propuesto por Aguilera, de Biblioteca Menéndez Pelayo.
En principio Aguilera y Loriente proyectan mantener en funcionamiento las bibliotecas filiales del municipio de Castropol. El retraso en la apertura de la biblioteca, así como el traslado de Aguilera a Santander, frustraron esta iniciativa. Los únicos logros en este aspecto fueron la inclusión de la antigua filial de Seares en el programa de Bibliotecas Viajeras, puesto en marcha por el Centro Coordinador en 1954. Asimismo, en 1958 se instala en la casa de un vecino de San Juan de Moldes, una pequeña sucursal de la Biblioteca de Castropol, para atender a los lectores de esa parroquia.
La Biblioteca Menéndez Pelayo comienza en 1950 a programar actividades de extensión bibliotecaria, siguiendo la senda marcada por la Biblioteca Popular Circulante. Incluso se cuenta para ello, con algunos de los colaboradores de esta, como Pedro Penzol, José Ramón Muiña o Vicente Loriente. Cuando finaliza la dictadura, se reactiva la actividad de la biblioteca, con la elección de una nueva directiva, que se propone buscar la participación popular por medio de asambleas.

## Desarrollo bibliotecario
A principios de la década de 1990 ocurren dos cambios que suponen el inicio de una nueva etapa de la biblioteca: En 1990 la Biblioteca Menéndez Pelayo es dotada con una bibliotecaria a tiempo completo. Asimismo, el Ayuntamiento de Castropol acuerda con la Consejería de Cultura del Principado de Asturias y la Sociedad Casino-Teatro de Castropol, la cesión por parte de esta entidad del uso del edificio de su propiedad para ser acondicionado y utilizado como Casa de la Cultura, que se inaugura en 1993 y en el que la biblioteca dispuso de la dotación de medios y espacios.
A partir de 2003 desde la biblioteca se retoma la puesta en marcha de bibliotecas circulantes en Balmonte y Presno, posteriormente se suma otra en Tol, que son gestionadas por voluntarios funcionando en edificios de escuelas reacondicionados.
Durante esta etapa la Biblioteca Menéndez Pelayo recibió varias importantes distinciones:
- Premio SEDIC, 2008.[35]
- Premio Biblioteca Pública y Compromiso Social, 2015.[36]
- Premio Serondaya, 2018.[37]
- Premio al mejor vídeo. Congreso Nacional de Bibliotecas Públicas. Logroño, 2018.[38]
- Premio María Moliner, 2022.[39]

#### Sección de autógrafos
Desde su fundación en 1922, los responsables de la Biblioteca de Castropol mantuvieron relaciones con autores de prestigio, muchos de los cuales cedieron alguno de sus libros con una dedicatoria a la Biblioteca. Poco a poco se fue constituyendo una colección de obras autografiadas, que incluye a Valle-Inclán, Pío Baroja, Dámaso Alonso, María Moliner, Manuel Bartolomé Cossío, Miguel de Unamuno, Gerardo Diego, Azorín, Camilo José Cela, Torrente Ballester, Mario Vargas Llosa y otros muchos escritores españoles y extranjeros. Federico García Lorca en su visita a la Biblioteca Popular Circulante, en agosto de 1932, dejó firmadas dos de sus obras, que desaparecieron durante el expurgo y expolio que sufrió la Biblioteca durante la guerra civil y los primeros años de la posguerra. En los últimos años esta colección de libros dedicados ha tenido un fuerte incremento, al conseguirse la firma de galardonados y miembros del jurado de los Premios Príncipe / Princesa de Asturias. Entre estos se encuentran Leonard Cohen, Ismail Kadaré, Antonio Muñoz Molina, Richard Ford, Leonardo Padura, Siri Hustvedt y el premio Nobel de Medicina en 2022, Svante Pääbo.

#### Nueva denominación
Al cumplirse los cien años de la creación de la institución, el pleno municipal de Castropol aprobó por unanimidad el cambio de nombre de la biblioteca municipal que pasó a llamarse Biblioteca Popular Circulante Menéndez Pelayo. Esta nueva denominación recoge los dos nombres por los que ha sido conocida la institución y representa la continuidad de la labor bibliotecaria en Castropol.
Con motivo del centenario y de reapertura con la nueva denominación fueron organizados diversos eventos culturales.